# 85317 Легар
85317 Легар (85317 Lehar) — астероїд головного поясу, відкритий 30 січня 1995 року.
Тіссеранів параметр щодо Юпітера — 3,353.